# Улица Кирова (Оренбург)
Улица Кирова — одна из магистральных улиц в центре Оренбурга.

## История
Улица возникла вместе с основанием Оренбургской крепости. Бывшая Алексеевская улица (с 1744 года), Гостиная улица (с 1760 года), Гостинодворская улица (конец XVIII в.), Кооперативная улица (с 1926 года). В 1935 году переименована в честь Сергея Мироновича Кирова (Костриков) (1886—1934), выдающегося деятеля Коммунистической партии и Советского государства.

## Расположение
Имеет направление с запада на восток от улицы Чичерина до улицы Коваленко. Протяжённость около 1,42 км.

## Застройка

### Образование
- МОАУ Гимназия № 2.

### Памятники истории и архитектуры[3][4]
- № 1-3 — Ансамбль «Хусаиния». Время постройки: 1880-е гг. — начало XX в.
- № 2 — Дом А. Г. Хусаинова, где в 1919 г. жил командующий 1-й армией Г. Д. Гай (Бжишкян). 1884 г.
- № 5 — Лавка с жилым надстроем П. Я. Лазарева. 1906—1907 гг.
- № 9 — Городская усадьба Ф. Б. Сачкова. 1908 г.
- № 12 — Городская усадьба купца П. И. Серякова. 1880-е гг.
- № 13 — Гостиный двор. Время постройки зданий: 1750—1754 гг., 1809 г., 1877—1898 гг., нач. XX в.
- № 14 — Дом городской усадьбы Деева. Время постройки: конец XIX — начало XX вв.
- № 16 — Дом-особняк Н. А. Смочилина.
- № 18 — Торговый дом купца Н. А. Смочилина.
- № 23 — Жилой дом. Время постройки: рубеж XIX—XX вв.
- № 24 — Американская гостиница М. Г. Хусаинова. 1901 г.
- № 25 — Жилой дом городской усадьбы. Время постройки: 2 половина XIX в.
- № 26 — Дом торговый И. С. Мещерякова со службами.
- № 28 — Доходный дом П. Ф. Панкратова. 1914 г.
- № 32 — Городская усадьба Н. В. Путоловой, дом жилой. 1870-е гг.
- № 32 — Городская усадьба А. Я. Волкова. 1912 г.
- № 33 — Дом чиновника Ф. П. Лушникова. Время постройки: начало XX в.
- № 35 — Жилой дом городской усадьбы. 2 половина XIX в.
- № 36 — Городская усадьба Н. Ф. Мальнева. Рубеж XIX—XX вв.
- № 38 — Жилой дом В. И. Эсмонтова. Начало XX в.
- № 40 — Городская усадьба В. А. Чистозвонова. Время постройки: конец XIX в.
- № 44 — Жилой дом. Время постройки: конец XIX в.
- № 48 — Лечебница Красного Креста.
- Оренбургская крепость. Пушечный двор. Кузница, бастион. 2 половина XVIII в.

### Памятники
- Памятник-бюст С. М. Кирову.
- Памятник павшим за советскую родину в годы Гражданской и Великой Отечественной войн. В саду Фрунзе.

### Парки
- Сад имени Фрунзе.

### Другие значимые здания и организации
- Кировские бани.